# Ашкале
Ашкале (на турски: Aşkale) е община и окръг на вилает Ерзурум, Турция. Площта му е 1,507 km2, а населението му е 23 589 души (2018). Кметът е Ахмет Яптирмиш (AKP).
В Ашкале се намира зимният курорт Кандили, който е домакин на състезания по ски бягане и биатлон на някои международни зимни спортни събития.

## Трудови лагери за немюсюлмани
През 1942 г. на малцинствените немюсюлмански граждани на Турция (основно евреи, гърци, арменци и левантинци) е наложен „данък върху богатството“ или „данък върху капитала“ (Varlık Vergisi). Тези, които не са могли да платят навреме, са затваряни в трудови лагери в Ашкале, докато изплатят дълга си. Пет хиляди души са изпратени в трудовия лагер Ашкале. Законът е отменен на 15 март 1944 г. и гражданите на малцинствата, които са били в трудовите лагери, са изпратени обратно по домовете си.

## Състав
В окръг Ашкале има 75 квартала.